# Abbuchungsauftragsverfahren
Das Abbuchungsauftrag(sverfahren) (SEPA-Firmenlastschrift oder SEPA-Abbuchungsauftrag) ist ein automatisiertes Zahlungsverfahren, das ausschließlich dann zur Anwendung kommt, wenn keiner der Beteiligten Verbraucher, sondern beide Unternehmen sind. Zusammen mit Einzugsermächtigungsverfahren bildet es die zwei Lastschriftverfahren im deutschen bargeldlosen Zahlungsverkehr. Als Teil einer umfassenden Vereinheitlichung der Zahlungssysteme in Europa wurden das bisherige Abbuchungsauftragsverfahren und sein ehemaliges Pendant durch SEPA-Firmenlastschrift bzw. SEPA-Basislastschrift seit 1. Februar 2014 ersetzt.

## Allgemeines
Beteiligte bei beiden Lastschriftverfahren sind der Gläubiger als Zahlungsempfänger und dessen kontoführende Bank als die erste Inkassostelle sowie der Schuldner als Zahlungspflichtiger und dessen kontoführendes Institut als die Zahlstelle.
Von der Schaffung des Europäischen Zahlungsraumes (SEPA) ist auch das nationale deutsche Lastschriftverfahren betroffen. Seit November 2009 gibt es das SEPA-Lastschriftverfahren, das sich auch auf die beiden deutschen Lastschriftarten auswirkt. Die Termine für die Beendigung der nationalen Zahlungssysteme ergeben sich aus der EU-Verordnung Nr. 260/2012; demnach sind die nationalen Lastschriften gemeinsam mit der nationalen Überweisung seit dem 1. Februar 2014 abgeschaltet. Am 21. März 2014 trat eine Änderungsverordnung in Kraft, die – rückwirkend ab dem 31. Januar 2014, per Übergangsbestimmung – Zahlungsdienstleistern gestattete, Zahlungsvorgänge in Euro, deren Format nicht den Vorgaben dieser Verordnung für Überweisungen und Lastschriften (zu denen unter anderem die Verwendung der Internationalen Bankkontonummer (IBAN) als Identifikator für Zahlungskonten gehört) entspricht, bis zum 1. August 2014 weiterhin abzuwickeln. Seither sind alle beleglosen Zahlungsvorgänge auf SEPA umgestellt.
Mit dem Abbuchungsauftragsverfahren beauftragt der Zahlungspflichtige seine kontoführende Zahlstelle unter Belastung seines Kontos zur Einlösung des Lastschriftbetrags im Lastschriftverfahren. Das Abbuchungsauftragsverfahren erfordert damit eine Willenserklärung des Kunden gegenüber seiner kontoführenden Bank. Mit dieser erteilt der Kunde seiner kontoführenden Bank (Zahlstelle) den Abbuchungsauftrag zu einer Weisung nach § 675 Abs. 1, § 665 BGB, den benannten Lastschriftbetrag an den Gläubiger einzulösen.
Das Abbuchungsauftragsverfahren unterscheidet sich wesentlich in zwei Punkten vom Einzugsermächtigungsverfahren.
- Die Belastung des Kundenkontos ist aufgrund der Rechtsverbindlichkeit der Weisung für den Zahlungspflichtigen verbindlich und begründet für den Zahlungsempfänger einen sicheren Rechtsanspruch auf Verfügung über den Zahlungsbetrag im Deckungsverhältnis.
- Einer Genehmigung der Kontobelastung durch den Kunden an seine Bank bedarf es aufgrund seiner Weisung nicht mehr.

## SEPA-Firmenlastschrift
Die Firmenlastschrift (SEPA Business to Business Direct Debit) berücksichtigt die Bedürfnisse von Geschäftskunden und ist dem früheren Abbuchungsauftragsverfahren ähnlich. Einmalige, erstmalige oder Folgelastschriften müssen gemäß SEPA-Regelwerk für die SEPA-Firmenlastschrift einen Tag vor Fälligkeit bei der Zahlstelle vorliegen. Da die SEPA-Firmenlastschrift nur von Kunden genutzt werden kann, die keine Verbraucher sind, darf der Erstattungsanspruch des § 675x Abs. 1 BGB für diese Verfahrensart abbedungen werden (§ 675e Abs. 4 BGB in Verbindung mit Abschnitt D. Nr. 2. 1. 1 Sonderbedingungen am Ende).
Das Firmenlastschriftverfahren stellt ein zusätzliches Angebot für Unternehmen dar, um deren Geschäftsabwicklung zu erleichtern. Bestehende Abbuchungsaufträge waren bis zum 1. Februar 2014 durch ein SEPA-Mandat zu erneuern. Zahlungspflichtiger und Zahlungsempfänger mussten sich bis zu diesem Zeitpunkt einigen, ob sie eine SEPA-Basislastschrift oder SEPA-Firmenlastschrift wählen. Während der bisherige Abbuchungsauftrag bei Sicht fällig war, ist bei der Firmenlastschrift ein Fälligkeitsdatum genannt. Das SEPA-Firmenlastschrift-Mandat ersetzt den bisherigen Abbuchungsauftrag und ist die rechtliche Voraussetzung für den Einzug einer Forderung mittels Lastschrift. Das Lastschriftmandat bildet die Vertragsgrundlage zwischen dem Zahlungsempfänger und dem Zahlungspflichtigen. Der Zahlungspflichtige erteilt mit seiner Unterschrift auf dem Mandat dem Zahlungsempfänger die Erlaubnis, eine Forderung unwiderruflich einzuziehen. Das Mandat wird im Original beim Zahlungsempfänger aufbewahrt, eine Ausfertigung muss der Zahlstelle vorgelegt werden. Die Bank des Zahlungspflichtigen muss das Mandat bei jeder Kontobelastung prüfen. Das Mandat verfällt automatisch, wenn 36 Monate nach Unterzeichnung keine Lastschrift eingezogen wurde. Nach jedem Einzug beginnt diese Frist wieder von neuem.

## Gültigkeit des SEPA-Lastschriftverfahrens
SEPA-Lastschriften gibt es im gesamten Europäischen Zahlungsraum (SEPA). Dazu gehören alle 28 Mitglieder der Europäischen Union (inklusive der französischen Übersee-Départements Guadeloupe, Französisch-Guayana, Martinique, Réunion, Mayotte (seit dem 31. März 2011) und Saint-Pierre und Miquelon, der zu Spanien gehörenden Kanarischen Inseln, der Exklaven Ceuta und Melilla sowie der portugiesischen Inseln Azoren und Madeira). Ferner gehören dem Europäischen Zahlungsraum die Schweiz, Monaco und San Marino an, sowie die drei übrigen Länder des Europäischen Wirtschaftsraums Island, Liechtenstein und Norwegen. Für die Nicht-EWR-Mitglieder Schweiz, Monaco und San Marino gilt allerdings die Sondersituation, dass sie zwar an die SEPA-Regelwerke, aber nicht an die EU-Verordnungen und EU-Richtlinien gebunden sind. Seit dem 1. Juli 2013 ist auch Kroatien als neues Mitglied der Europäischen Union Teilnehmer.
Nicht zum Europäischen Zahlungsraum gehören die britischen Kanalinseln Jersey und Guernsey, die Isle of Man, die dänischen Färöer-Inseln und Grönland. Teilnehmerländer sind ferner nicht – obwohl sie den Euro als Landeswährung verwenden – Kosovo und Montenegro sowie die Kleinstaaten Andorra und Vatikanstadt, wohl aber die abhängigen Gebiete Gibraltar und Saint-Pierre und Miquelon.
Außerhalb des Europäischen Zahlungsraumes bestehen andere Zahlungsgewohnheiten. In den USA werden Zahlungen hauptsächlich über drei Zahlungsinstrumente abgewickelt, nämlich Bargeld, Scheck und Kreditkarte. Der Stück-Anteil von Scheckzahlungen an allen unbaren Transaktionen sank in den USA von 32 % (2006) auf 22,5 % (2009), während der Anteil der Debitkartenzahlungen von 26,3 % (2006) auf 34,8 % (2009) zunahm; der Kreditkartenanteil blieb bei etwa 20 %. Damit hat die Debitkarte im Jahre 2006 den Scheck als das meist genutzte unbare Zahlungsmittel in den USA abgelöst. Insgesamt machten Kredit- und Debitkartenzahlungen, Automated-Clearing-House(ACH)-Zahlungen und Electronic Benefit Transfers (EBT) rund zwei Drittel aller unbaren Zahlungen aus.

## Rechtsfragen
Bei der SEPA-Lastschrift gelten materiell-rechtlich die Vorschriften des Zahlungsdiensterechts (§§ 675 ff. BGB) und formell die – als AGB anzusehenden – Sonderbedingungen für den Lastschriftverkehr. Zwischen den Kreditinstituten ist das Lastschriftabkommen anzuwenden, welches Rechtswirkungen nur zwischen den angeschlossenen Kreditinstituten entfaltet. Hierin ist der Abbuchungsauftrag als „eines der Zahlstelle von dem Zahlungspflichtigen zugunsten des Zahlungsempfängers erteilten schriftlichen Auftrages“ definiert (Ziffer I Nr. 1 b) Lastschriftabkommen). Die Literatur subsumiert den Abbuchungsauftrag unter die Definition des Zahlungsauftrages nach § 675f Abs. 3 Satz 2 BGB und sieht ihn nicht primär als Autorisierungserklärung im Sinne des § 675j BGB, auch wenn er für mehrere aufeinanderfolgende Zahlungen erteilt wird. Der Abbuchungsauftrag ist aus § 675f Abs. 3 Satz 2 BGB und § 675u BGB ableitbar, wonach die Bank Lastschriften bestimmter Gläubiger einlösen soll. Die Teilnahme am Abbuchungsauftragsverfahren erfolgt erst dadurch, dass der Zahlungspflichtige seiner Zahlstelle gemäß Nr. 2.2.1 der Sonderbedingungen einen Abbuchungsauftrag erteilt. Der Abbuchungsauftrag ist damit ein autorisierter Zahlungsvorgang (§ 675j Abs. 2 Satz 2 BGB). Mit dem Abbuchungsauftrag erteilt der zahlungspflichtige Schuldner der Zahlstelle die Weisung zur Zahlung des Lastschriftbetrags an den Zahlungsempfänger. Für das Abbuchungsauftragsverfahren findet § 675x BGB damit Anwendung. Mit § 675x BGB sind Fälle erfasst, in denen der Zahlungspflichtige dem Zahlungsempfänger blanko eine Lastschriftvollmacht erteilt.
Das SEPA-Firmenlastschriftverfahren beruht damit auf einer Vorabautorisierung der Zahlstelle und ist in unternehmerischen Geschäftsbeziehungen verkehrsüblich. Einer Genehmigung des Zahlungspflichtigen gegenüber seiner Zahlstelle bedarf es nicht, wenn er ihr einen Abbuchungsauftrag zugunsten eines Gläubigers erteilt hat. Denn hierin liegt zugleich die Vorabautorisierung des Zahlungseinzugs durch den Gläubiger. Die Erfüllung des Anspruchs im Valutaverhältnis tritt demnach bei dieser Form der Lastschrift früher als beim Einzugsermächtigungsverfahren ein.

### Änderung der AGB
Die am 9. Juli 2012 in Kraft getretenen AGB-Änderungen erfassen nicht die im Abbuchungsauftragsverfahren erteilten Abbuchungsaufträge. Das bedeutet, dass die Einholung eines neuen SEPA-Firmenlastschrift-Mandats erforderlich war. Deshalb mussten sich Zahlungsempfänger und Zahlungspflichtiger entweder auf die Nutzung des SEPA-Basis- oder des SEPA-Firmenlastschriftverfahrens verständigen. Dabei war ein entsprechendes Lastschriftmandat vom Zahler einzuholen.

## Erfüllung
Nach den Grundsätzen der Erfüllung einer Geldschuld ist die dem Lastschrifteinzug zugrunde liegende Forderung erst mit vorbehaltloser Gutschrift auf dem Konto des Zahlungsempfängers – auflösend bedingt – erfüllt. Mit vorbehaltloser Gutschrift erlangt der Zahlungsempfänger die erforderliche uneingeschränkte Verfügungsbefugnis über den Zahlbetrag. Im Inkassoverhältnis zwischen Gläubiger und seiner Bank ergeben sich im SEPA-Verfahren keine Änderungen. Die erfolgte Kontobelastung durch Einlösung einer Lastschrift im Abbuchungsauftragsverfahren kann regelmäßig nicht mehr rückgängig gemacht werden. Nach Ziff. 2.4.2 der „Sonderbedingungen“ gelten Abbuchungsauftragslastschriften als eingelöst, wenn die Belastungsbuchung auf dem Konto des Zahlungspflichtigen nicht spätestens am zweiten Bankarbeitstag nach ihrer Vornahme rückgängig gemacht worden ist. Im Fall des Einzugs der Forderung mittels Lastschrift bewirkt der Zahlungspflichtige mit der Kontogutschrift nicht die originär geschuldete Geldzahlung, sondern verschafft dem Gläubiger stattdessen einen Auszahlungsanspruch gegen dessen erste Inkassostelle. Eine solche rechtgeschäftliche Erfüllungsvereinbarung kann unter einer auflösenden Bedingung stehen, so dass die Rechtsfolge der Erfüllung im Falle des Bedingungseintritts entfällt. Der Zahlungspflichtige hat das aus seiner Sicht zur Erfüllung Erforderliche getan, wenn er im Lastschriftverfahren dafür sorgt, dass ausreichend Deckung auf seinem Konto vorhanden ist.

## Widerruf
Bei Firmenlastschriften kann das Widerrufsrecht des § 675j Abs. 2 BGB in Verbindung mit § 675e Abs. 4 BGB ausgeschlossen werden mit der Folge, dass ein Widerruf einer dem Konto des Zahlungspflichtigen belasteten Lastschrift nicht möglich ist. In Nr. 2.2.2 der Sonderbedingungen wird hingegen als Regel angesehen, dass der Abbuchungsauftrag widerruflich erteilt wird. Bei der SEPA-Firmenlastschrift besteht keine Möglichkeit des Widerspruchs der Lastschrift, da die Zahlstelle verpflichtet ist, die Mandatsdaten bereits vor der Belastung auf Übereinstimmung mit der vorliegenden Zahlung zu prüfen. Wird die Widerrufsmöglichkeit nicht ausgeschlossen, ist die mit einem Abbuchungsauftrag erteilte Auszahlungsanweisung des Zahlungspflichtigen an seine Zahlstelle für den Zahlungspflichtigen bis zur Übermittlung des Abbuchungsauftrags durch den Zahlungsempfänger an die Zahlstelle – oder falls ein Fälligkeitstag vereinbart ist – bis zum Ende des Geschäftstags vor dem vereinbarten Fälligkeitstag widerruflich (§§ 675j Abs. 2, § 675p BGB).
Beim Abbuchungsverfahren wird die Belastung des Kontos vom Zahlungspflichtigen wirksam, wenn die Lastschrift von der Zahlstelle eingelöst wird. Denn damit ist der Auftrag ausgeführt und es endet die Befugnis des Zahlungspflichtigen, den Abbuchungsauftrag zu widerrufen. Eingelöst ist die Lastschrift mit der Belastung des Schuldnerkontos, sofern diese den Einlösungswillen der Zahlstelle zum Ausdruck bringt. Dies ist anzunehmen, wenn die Zahlstelle die Voraussetzungen der Abbuchung geprüft hat, bevor sie die Buchung vornimmt (Vordisposition). Anderes kann gelten, wenn die Prüfung erst nach der (automatisierten) Belastungsbuchung erfolgt (Nachdisposition).

## Lastschriftrückgabe
Nach Nr. 9 Abs. 1 AGB Banken werden die vom Zahlungsempfänger eingereichten Lastschriften vor ihrer Einlösung gutgeschrieben, und zwar unter dem Vorbehalt ihrer Einlösung („Eingang vorbehalten“). Werden danach Schecks oder Lastschriften nicht eingelöst, darf die Bank die Vorbehaltsgutschriften auch noch nach Rechnungsabschluss rückgängig machen (Storno). Lastschriften und Schecks gelten als eingelöst, wenn die Belastung nicht spätestens am zweiten Bankarbeitstag nach Belastungsbuchung rückgängig gemacht wird (Nr. 9 Abs. 2 AGB-Banken).
Eine nicht eingelöste Lastschrift wird als Lastschriftrückgabe bezeichnet. Sie wird nach einem im Lastschriftabkommen definierten Verfahren zwischen den beteiligten Banken zurückgerechnet, dem Konto des Zahlungsempfängers wieder belastet und dem Konto des Zahlungspflichtigen wieder gutgeschrieben. Gründe für die Rückgabe einer Lastschrift sind zum Beispiel:
- Das Einzugskonto weist keine Deckung auf, das heißt, dass auf dem Konto weder ausreichendes Guthaben vorhanden ist noch eine ausreichende Kreditlinie besteht.
- Das angegebene Konto besteht nicht oder ist aufgelöst worden.
- Es liegt kein Abbuchungsauftrag vor.

Dem Zahlungsempfänger wird der Grund einer zurückgegebenen Lastschrift üblicherweise mitgeteilt, etwa wenn die Lastschrift mangels Deckung nicht ausgeführt wird, mit dem Hinweis „Vorgelegt und nicht bezahlt“.